# Frank Fournier
Frank Fournier (nascido em 1948) é um fotógrafo francês. Antes de se tornar fotógrafo, ele estudou medicina como o pai, que era cirurgião. Ele se mudou para a cidade de Nova York e tornou-se fotógrafo da Contact Press Images em 1982, após ingressar na equipe do escritório em 1977. Ele é mais conhecido por sua cobertura da tragédia de Armero em 1985 na Colômbia; o vulcão Nevado del Ruiz entrou em erupção, causando um deslizamento de terra que matou mais de 25 mil pessoas. Seu retrato de Omayra Sánchez, uma garota de 13 anos presa sob os escombros de sua casa, ganhou o prêmio World Press Photo de 1985.